# Галабово
Галабово (буг. Гълъбово) град је у Републици Бугарској, у средишњем делу земље, седиште истоимене општине Галабово у оквиру Старозагорске области.

## Географија
Положај: Галабово се налази у средишњем делу Бугарске. Од престонице Софије град је удаљен 250 km источно, а од обласног средишта, Старе Загоре град је удаљен 45 km југоисточно.
Рељеф: Област Галабова се налази у средишњем делу Горњетракијске котлине. Град се сместио у равничарском подручју, на приближно 95 m надморске висине.
Клима: Клима у Галабову је измењено континентална клима са утицајем оближњег Егејског мора.
Воде: Кроз Галабово протиче река Сазлијка.

## Историја
Област Галабова је првобитно било насељено Трачанима, а после њих овом облашћу владају стари Рим и Византија. Јужни Словени ово подручје насељавају у 7. веку. Од 9. века до 1373. године област је била у саставу средњовековне Бугарске.
Крајем 14. века област Галабова је пала под власт Османлија, који владају облашћу 5 векова.
Године 1885. град је постао део савремене бугарске државе. Насеље постаје убрзо средиште окупљања за села у околини, са више јавних установа и трговиштем.

## Становништво
По проценама из 2010. године Галабово је имало око 9.000 становника. Огромна већина градског становништва су етнички Бугари. Остатак су махом Роми. Последњих 20ак година град губи становништво због удаљености од главних токова развоја у земљи.
Претежна вероисповест месног становништва је православље, а мањинска протестантизам.